# Літературний конкурс імені Володимира Кобилянського
Літературний конкурс імені Володимира Кобилянського — літературний конкурс, що проводиться з 1996 року Кабінетом молодого автора Національної спілки письменників України та центром «Свобода слова» для відзначення авторів найкращих творів для дітей (у тому числі рукописів творів).
Конкурс має ім'я українського поета, перекладача — Кобилянського Володимира Олександровича.
На конкурс подаються твори українських літераторів, що проживають в Україні та поза її межами. Основними критеріями оцінки творів є їхня художня вартість, справжня українська мова, а також глибоке знання дитячої психології. Вік учасників конкурсу не обмежений. Жанри поданих творів: поезія, проза, драматургія.
Переможець, що є лауреатом премії імені Володимира Кобилянського, отримує відповідний диплом та медаль лауреата із зображенням Володимира Кобилянського, а його книжка побачить світ у видавництві «Український клуб».
Першим переможцем конкурсу 1996 р. стала Ольга Павленко (за книжку «Абетка-ярмарок»).
Його лауреатами також ставали Іван Шевченко, Анатолій Кравченко-Русів, Тамара Мовчан, Марія Павлова, Зінаїда Луценко, Леонід Куліш-Зіньків, Юрій Бедрик, Петро Засенко, Петро Перебийніс, Євген Шморгун, Володимир Шкварчук, Віть Вітько, Анатолій Сухий та інші.